# Fontaine-Chalendray

Fontaine-Chalendray este o comună în departamentul Charente-Maritime, Franța. În 1 ianuarie 2022 avea o populație de 224 de locuitori.